# Nasone

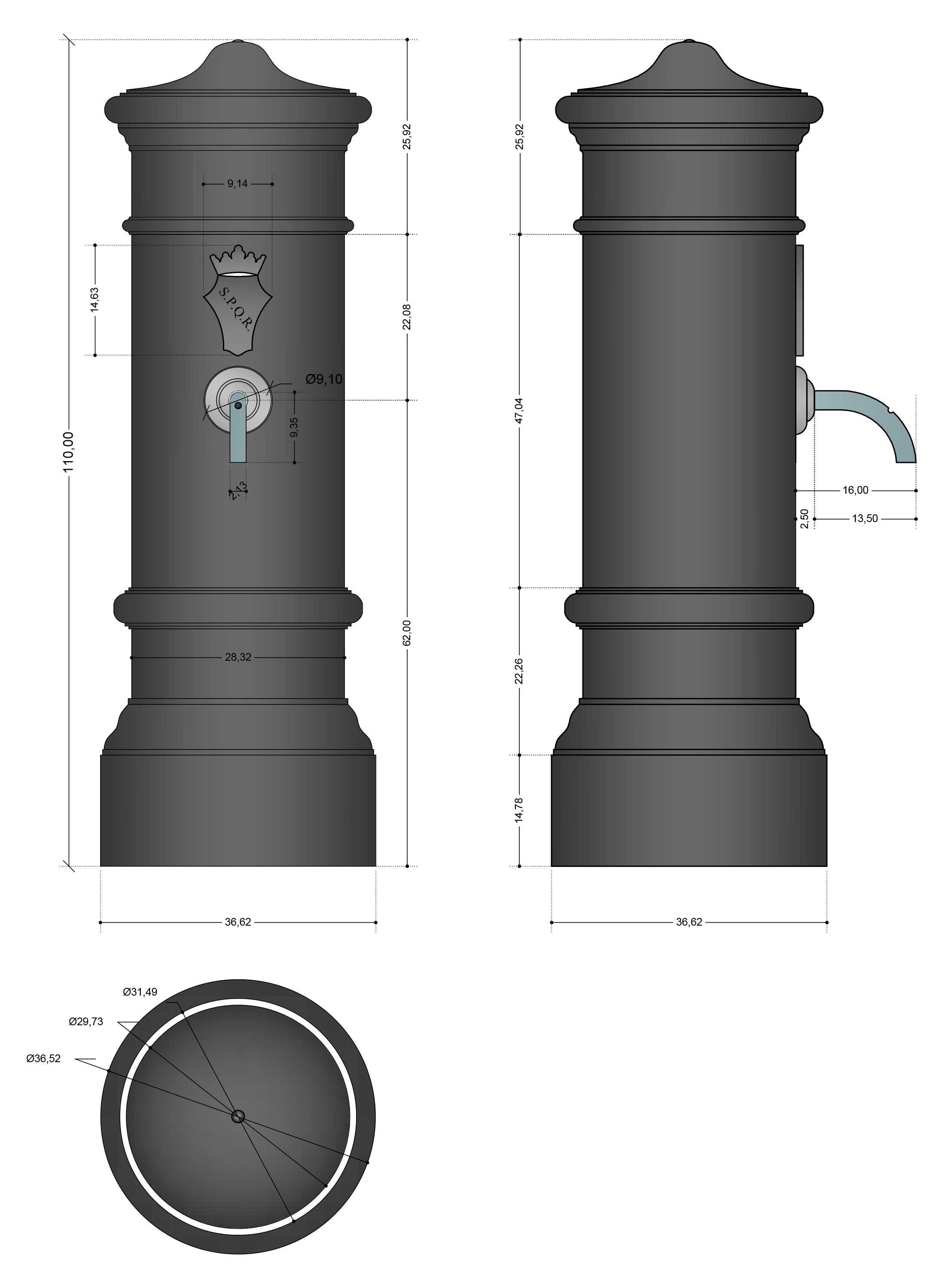
Dimensioni del nasone

Il nasone è un tipo di fontanella pubblica, tipica della città di Roma, che eroga acqua potabile.
Di forma tipicamente cilindrica, è dotata di un rubinetto ricurvo, spesso forato al centro, che ricorda la forma di un lungo naso. Alcuni esemplari più antichi erano dotati di tre rubinetti a forma di testa di drago mentre a partire dagli anni 1980 molti di essi sono stati dotati di un rubinetto metallico a molla per ridurre lo spreco d'acqua.
Questo genere di fontane è considerato un simbolo a Roma, dove è ampiamente diffuso, ma diversi esemplari sono presenti anche nel resto del Lazio, in Campania e in Toscana. Acea, azienda municipalizzata di Roma Capitale, ha censito almeno 5 333 esemplari di nasoni.

## Storia

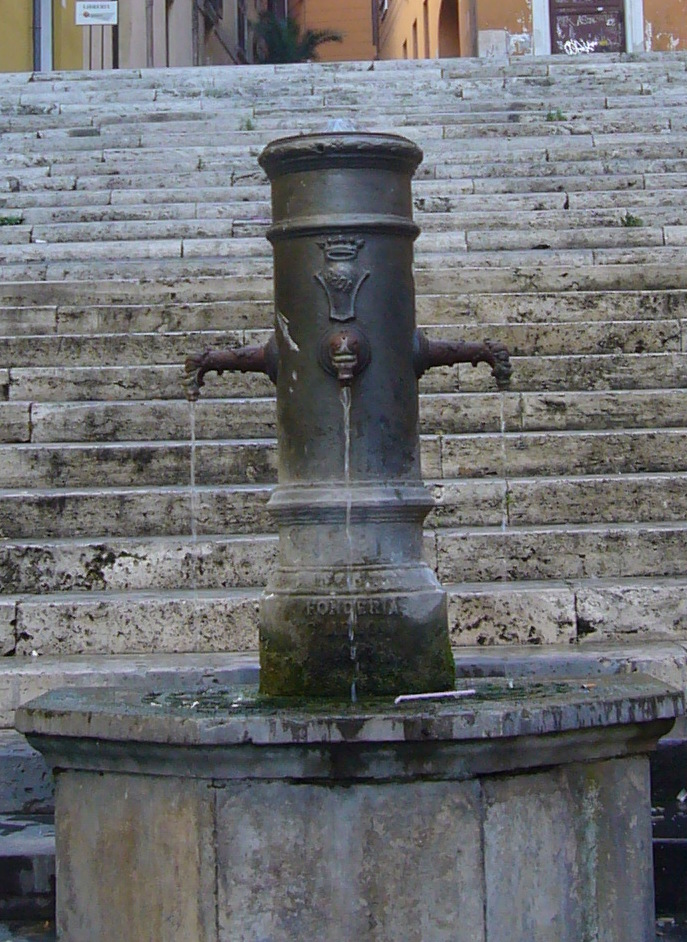
Nasone con tre bocchette a testa di drago in via della Cordonata, chiamata "Fontana delle Tre Cannelle"

I nasoni nacquero nel 1874 su iniziativa del sindaco Luigi Pianciani e dell'assessore Rinazzi con il fine di rendere disponibile un alto quantitativo di acqua potabile alla cittadinanza. I primi esemplari di queste fontanelle in ghisa di forma cilindrica erano provviste di tre bocchette a forma di testa di drago da cui l'acqua potabile precipitava direttamente nel condotto fognario, attraverso una grata posta sulla base stradale. Tra i più antichi esemplari ancora attivi vi sono quelli di piazza della Rotonda, a pochi metri dalla ben più nota fontana e dal Pantheon, e di via delle Tre Cannelle nel rione Trevi, che prese il nome proprio da questa fontanella.
Dai modelli successivi scomparvero le teste di drago e le tre bocchette furono sostituite da un'unica cannella ricurva che suggerì ai romani il soprannome  "nasone" con cui tuttora queste fontanelle sono conosciute. Negli anni 1980, nel tentativo di contenere lo spreco dell'acqua, il Comune di Roma modificò molti nasoni facendovi montare alla sommità un rubinetto metallico a molla che apriva il flusso d'acqua solo all'occorrenza. Il consumo idrico venne drasticamente ridotto ma l'innovazione si rivelò antiestetica e poco pratica, anche a causa di frequenti vandalismi, perciò fu abbandonata molto presto; di essa sopravvisse il foro praticato subito sotto il coperchio della fontana per alloggiarvi la manopola metallica, anche se tale rubinetto sopravvive ancora su alcuni esemplari.
Nel 2009 Acea, società municipalizzata attiva nel campo dell'energia e del servizio idrico, per celebrare il proprio primo secolo di vita ha realizzato una mappa dettagliata dei nasoni presenti nel centro storico di Roma e un opuscolo, in italiano e inglese, intitolato: L'acqua è un tesoro e Acea ti regala la mappa, contenente notizie utili sulle fontanelle e alcuni brevi cenni storici.
Nel 2019, invece, sempre Acea ha sviluppato Waidy WOW, un'applicazione digitale atta a valorizzare e promuovere l'uso sostenibile delle risorse idriche, con particolare attenzione ai nasoni romani. L'app consente agli utenti di individuare facilmente i punti di approvvigionamento idrico più vicini, incentivando l'uso dell'acqua potabile pubblica e riducendo il consumo di plastica monouso.

## Caratteristiche

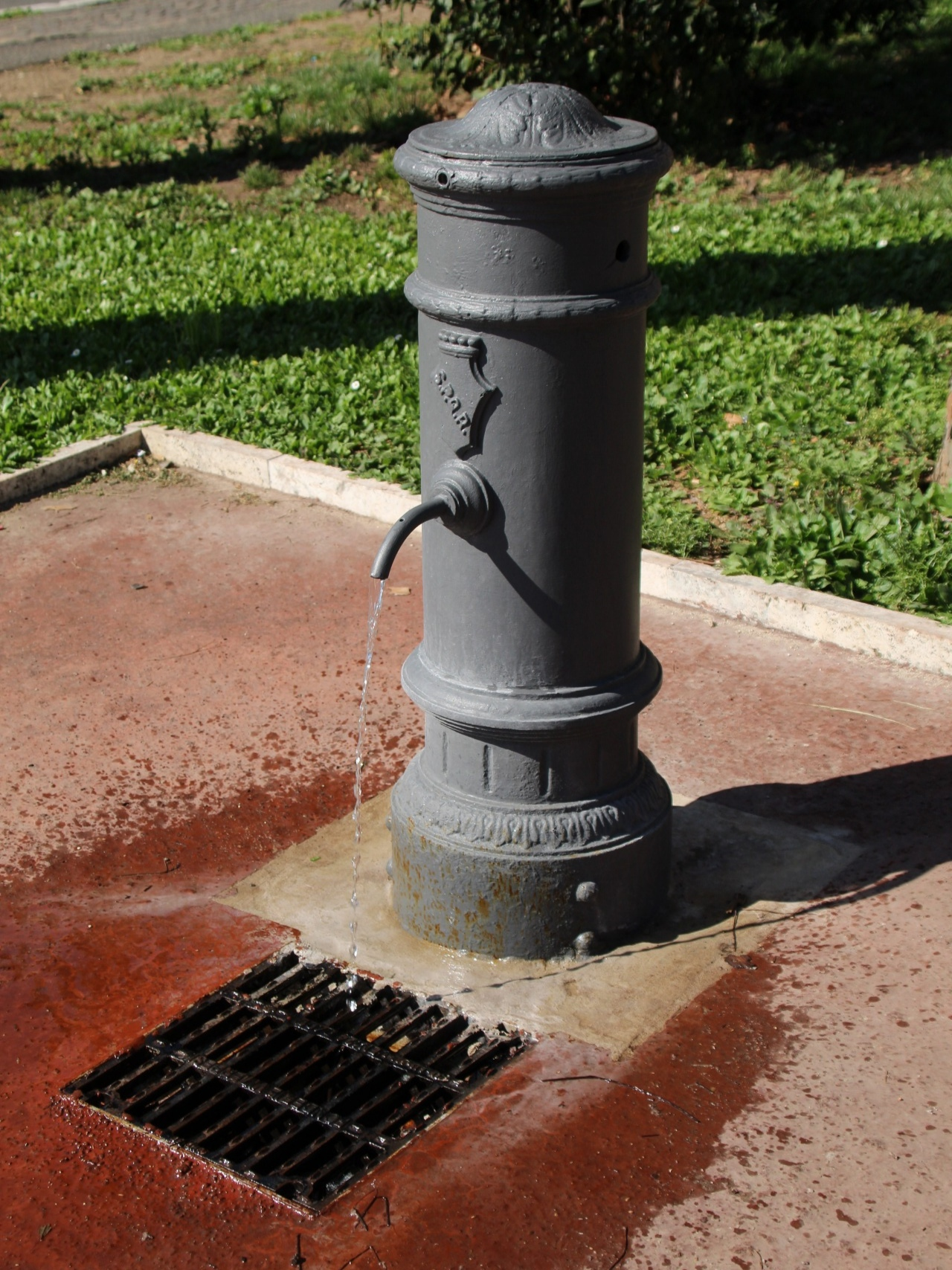
Tipico nasone romano con foro sul tubo ricurvo in viale Europa

Il nasone è costituito normalmente da un corpo di ghisa cilindrica, sebbene alcuni esemplari assumano forme differenti, al quale è connesso un tubo ricurvo in metallo normalmente forato al centro. Gli esemplari più antichi erano dotati di tre rubinetti decorati con teste di drago; in alcuni casi il rubinetto ricurvo è stato affiancato o sostituito da un rubinetto metallico a molla, montato solitamente sulla parte superiore della fontana. In alcuni casi alla base è stato saldato un piccolo contenitore per far abbeverare anche gli animali. Sopra il rubinetto, normalmente, è posto lo stemma di Roma.

## Galleria d'immagini

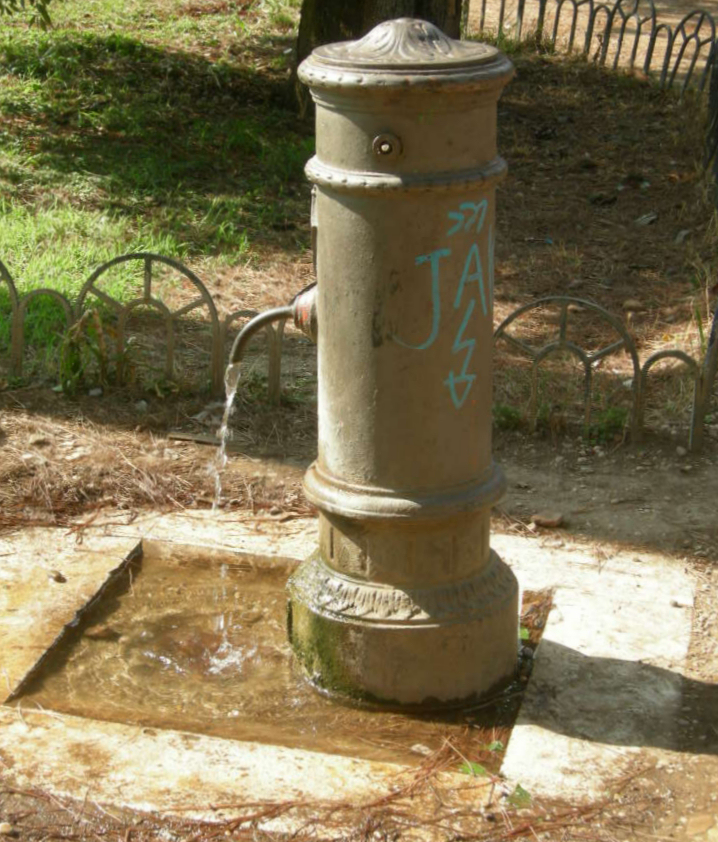
"Nasone" a Villa Torlonia, con in alto ancora il rubinetto a molla aggiunto nel 1980 e poi caduto in disuso.
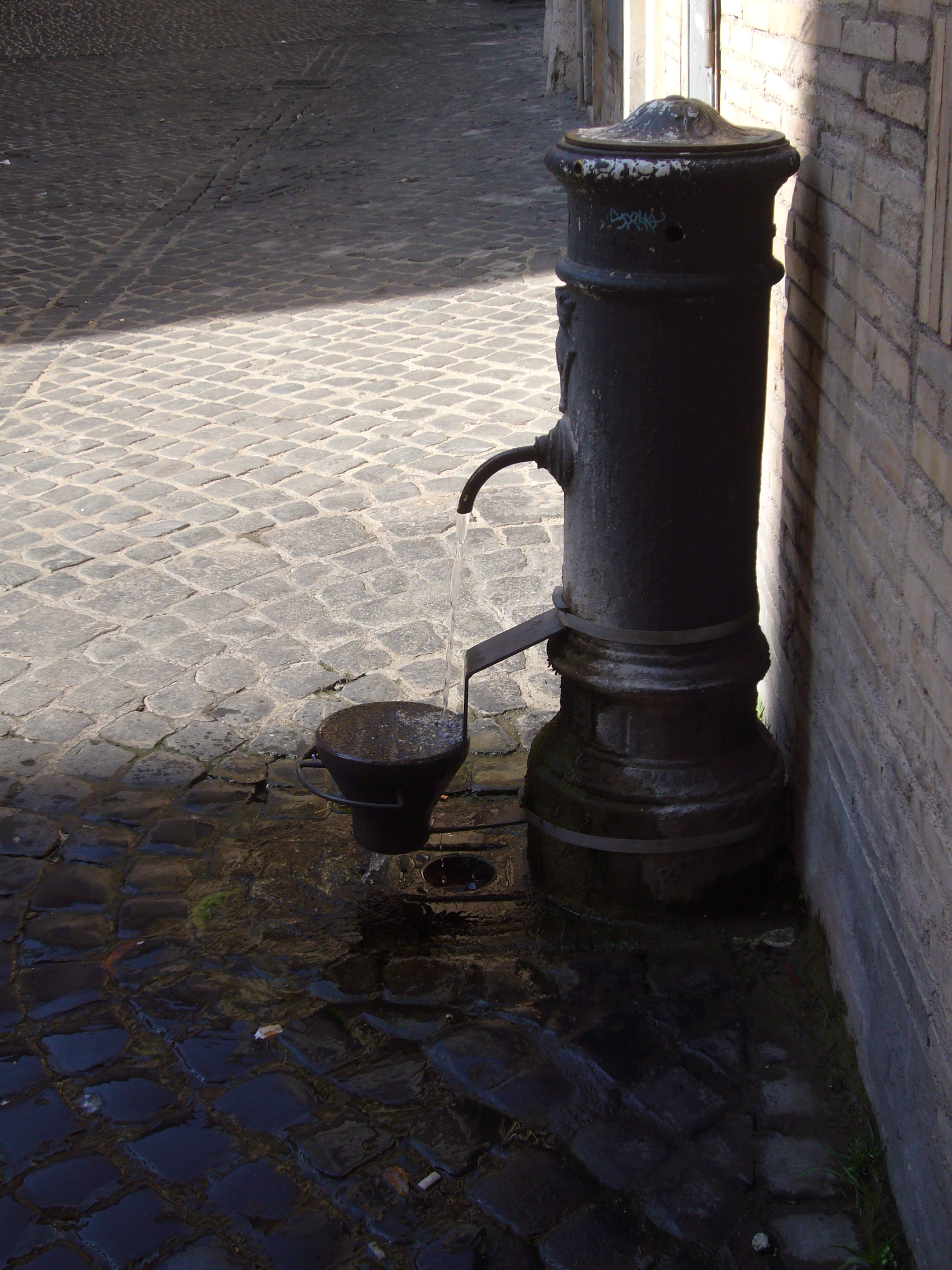
"Nasone" a piazza Lovatelli con bicchiere per i cani saldato alla base
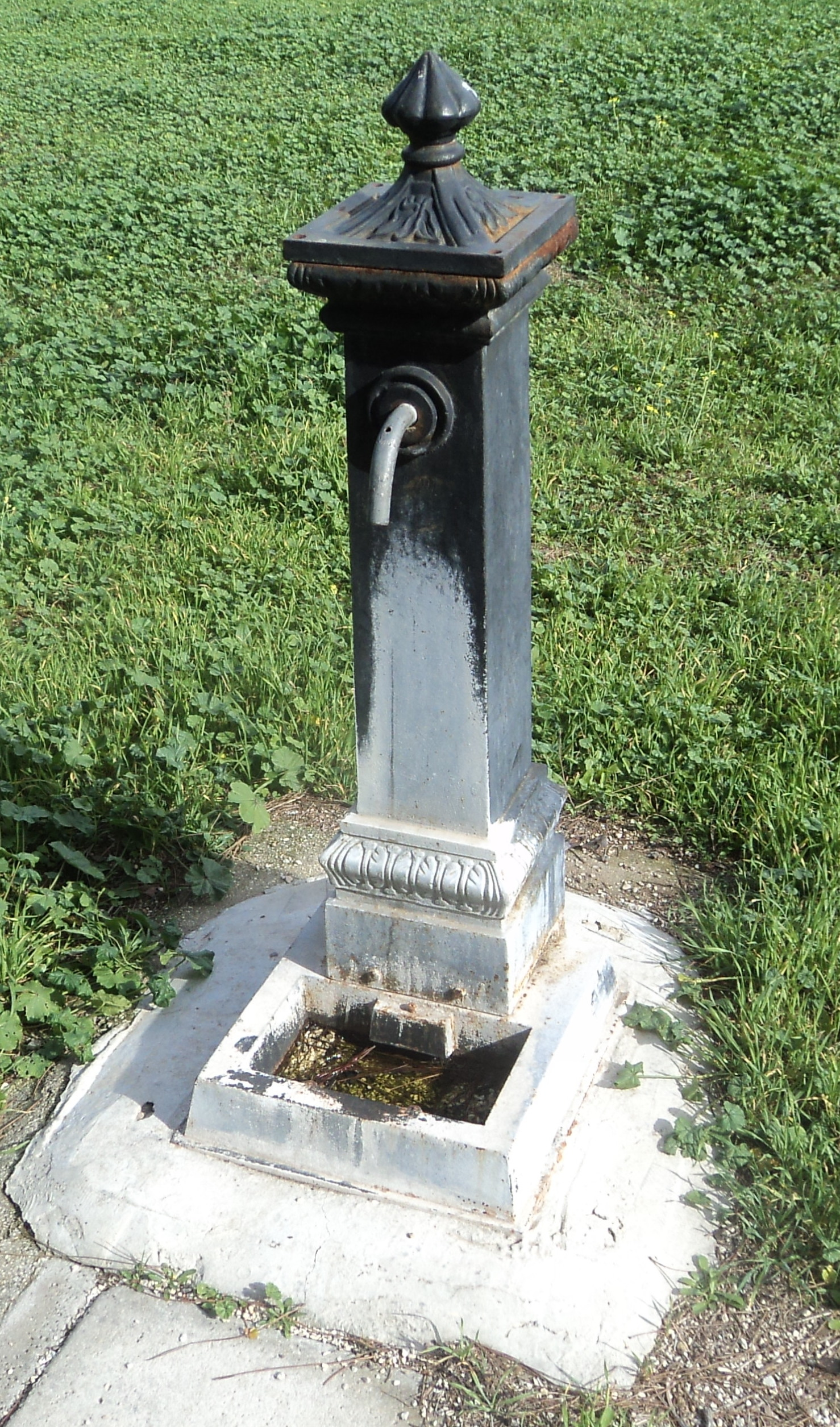
"Nasone" nel Parco "Caduti di Marcinelle"